# Hinterachse

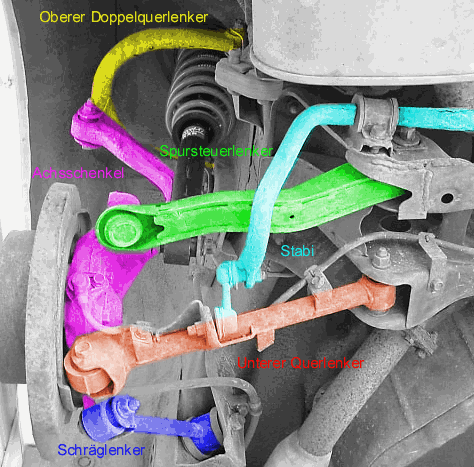
Mehrlenkerachse eines Mitsubishi Galant EA0 mit drei Einzel- und einem Dreiecksquerlenker, der an zwei Punkten der Karosserie gelagert ist.
Pink: Achsschenkel
Gelb: Dreieckslenker
Rot, grün, blau: übrige Einzellenker.

Die Hinterachse ist bei einem Fahrzeug die Achse, die hinter dem Fahrzeugschwerpunkt angebracht ist, und auf der die Hinterräder gelagert sind. Zur Hinterachse gehören neben den Radträgern auch die Befestigungselemente am Fahrzeug: Lenker, Gelenke, Federn und Dämpfer. Gegebenenfalls kommt der Fahrschemel, der  Teil an der Karosserie, an dem die Achse befestigt ist, hinzu. 
Es gibt zahlreiche technische Ausführungen von Hinterachsen. Einfachste Bauform ist die Starrachse, bei der die Räder über einen starren Achskörper miteinander verbunden sind. Die Starrachse wurde bei PKW zunehmend durch die Einzelradaufhängung verdrängt.
Einfache Konstruktionen wie die Pendelachse des VW Käfer werden wegen ihrer schlechten fahrdynamischen Eigenschaften nicht mehr verwendet. Heute werden vermehrt Einzelradaufhängungen eingesetzt, z. B. die Längslenkerachse bei Fahrzeugen mit Frontantrieb, die Raumlenkerachse oder die Integrallenkerachse als Beispiele für Mehrlenkerachsen.
Bei Pkw mit Frontantrieb werden hinten häufig Verbundlenkerachsen und deren Varianten verwendet. 
Es können auch mehrere Achsen hinter dem Schwerpunkt angebracht sein, so haben zum Beispiel schwere LKW durchweg mehrere Hinterachsen. 
In seltenen Fällen befindet sich die Lenkung des Fahrzeuges an der Hinterachse, so etwa bei einem Gabelstapler. Bei LKWs mit mehreren Hinterachsen können jedoch eine oder mehrere davon zusätzlich gelenkt sein, um den Reifenverschleiß zu verringern.